# Егиазарян, Татевос Аршакович
Егиазарян Татевос Аршакович (1 мая 1905—26 октября 1944) — участник Великой Отечественной войны, Герой Советского Союза, гвардии подполковник 81-й гвардейской стрелковой дивизии 7-й гвардейской армии 2-го Украинского фронта.

## Биография
Родился 1 мая 1905 года в селе Баланух (ныне территория Турции), в семье крестьянина. После окончания сельской средней школы работал шофёром. В 1924 году вступил в ряды Красной Армии. После продолжительной службы, зарекомендовав себя исключительно с положительной стороны, в 1928 году Егизарян вступил в члены ВКП(б)/КПСС и был направлен на обучение в Закавказское военное пехотное училище, которое с успехом окончил в 1931 году .
В июне 1941 года с первых дней Великой Отечественной войны находился в составе действующей армии, участвовал во множестве сражений, где проявлял храбрость и тактическую выучку. Действия Татевоса Аршаковича не остались не замеченными, вследствие чего высшее военное руководство для дальнейшего увеличения военных характеристик командируют Егизаряна в военную академию имени Фрунзе, в 1943 году после окончания с отличием которой он возвращается в действующую армию.
25 октября 1944 год заместитель командира полка по строевой 233-го гвардейского Краснознамённого ордена Кутузова 3-й степени стрелкового полка (81-й гвардейской стрелковой дивизии 7-й гвардейской армии 2-го Украинского фронта) гвардии подполковник Егизарян оперативно организовал форсирование реки Тиса в районе населённого пункта Питьока (северо-восточнее города Сольнок, Венгрия). На противоположный берег были переправлены около 500 бойцов, артиллерия и миномёты. Участвовал в захвате плацдарма и его удержании. В боях за плацдарм при отражении одной из контратак немецко-фашистских войск 26 октября 1944 года погиб.
Похоронен в братской могиле советских воинов на реформатском кладбище города Тёрёксентмиклош.
Указом Президиума Верховного Совета СССР от 10 января 1944 года за мужество, героизм и отвагу, умелое руководство боевыми действиями гвардии подполковнику Татевосу Аршаковичу Егиазаряну посмертно присвоено звание Героя Советского Союза.

## Награды
- Медаль «Золотая Звезда»;
- орден Ленина;
- орден Красной Звезды;
- медали.

## Память

Мемориальная доска в Ереване (Улица Ин Ереванцу, 37/25).